# 卡拉法-迪卡坦扎罗
卡拉法-迪卡坦扎罗（義大利語：Caraffa di Catanzaro），是意大利卡坦扎罗省的一个市镇。总面积24平方公里，人口2016人，人口密度84.0人/平方公里（2009年）。ISTAT代码为079017。